# Johnny Sæther
Johnny Sæther fou un ciclista noruec. El seu principal èxit fou la medalla de bronze al Campionat del Món en Contrarellotge per equips i el Campionat de Noruega en ruta.

## Palmarès
- 1993
  -  Campió de Noruega en ruta